# بيتي سارون
بيتي سارون (بالإنجليزية: Petey Sarron)‏ مواليد 21 أكتوبر 1906 في برمنغهام - الوفاة 03 يوليو 1994 في ميامي، كان ملاكم محترف أمريكي صنّف ضمن فئة وزن الريشة. سبق أن شارك في دورة الألعاب الأولمبية الصيفية سنة 1924.

## إحصائيات
خاض خلال مسيرته 143 نزالا، فاز في 102 وتعادل في 12 وخسر في 23. فاز بالضربة القاضية في 25 نزالا.

## روابط خارجية
- بيتي سارون على موقع بوكس ريك (الإنجليزية) (registration required)
- بيتي سارون على موقع قاعة ألاباما للمشاهير الرياضية (مؤرشف) (الإنجليزية)